# Francouzský parlament
Francouzský parlament je hlavní institucí zákonodárné moci ve Francii. Podle ústavy ze 4. října 1958 může částečně kontrolovat činnost vlády. Parlament je dvoukomorový:
- Senát (horní komora),
- Národní shromáždění (dolní komora).

Obě komory se nacházejí na různých místech Paříže: Senát v Lucemburském paláci a Národní shromáždění v Bourbonském paláci. Mohou se však scházet společně: parlament pak zasedá v Kongresovém sále na zámku Versailles.